# Basundhara del Nepal
Basundhara del Nepal (nome completo: Basundhara Bir Bikram Shah Dev del Nepal; Katmandu, 25 novembre 1921 – Katmandu, 31 agosto 1977) è stato principe del Nepal in quanto terzo figlio del re Tribhuvan del Nepal e di sua moglie, la regina Ishwari Rajya Lakshmi Devi.

## Biografia

### Primi anni

#### Infanzia
Il Principe Basundhara del Nepal nacque nel Palazzo Reale di Narayanhiti a Katmandu, nel Regno del Nepal, il 25 novembre 1921. Era il terzo figlio maschio del Re Tribhuvan del Nepal e di sua moglie, la Regina Ishwari Rajya Lakshmi Devi.
Ebbe due fratellastri maggiori, il Principe Mahendra (1920–1972), e il Principe Himalaya (1921–1980). Ebbe anche quattro sorelle minori, la Principessa Trilokya, la Principessa Nalini, la Principessa Vijaya e la Principessa Bharati.
Il Principe Basundhara fu educato da tutori privati nei Palazzi Reali del Nepal.

#### Adolescenza
Appariscente e bello, il principe Basundhara era, ai suoi tempi, uno dei membri più popolari della famiglia reale nepalese.
Il principe Basundhara era molto interessato a vari tipi di sport. Dal 1962 al 1975 è stato presidente del Comitato Olimpico del Nepal; è stato anche presidente del "Royal Nepal Golf Club" e, dal 1961 al 1975, è stato presidente del "National Sports Council".

### Matrimoni

#### Primo matrimonio
Il Principe Basundhara si sposò con Helen Rajya Lakshmi Devi il 17 giugno 1945 a Katmandu, ed ebbero tre figlie.

#### Secondo matrimonio
Il principe Basundhara si sposò anche con un'altra donna, Ramola Devi, senza divorziare dalla prima, ebbe, di conseguenza, due mogli nello stesso tempo. 
La Principessa Helen rimase la moglie ufficiale, mentre Ramola Devi divenne la moglie secondaria, senza quindi ottenere i titoli del marito e senza divenire membro della Casata Reale del Nepal.
Il Principe Basundhara ebbe due figli dalla seconda moglie, un maschio e una femmina.

### Ultimi anni e morte
Negli ultimi anni la salute del Principe divenne precaria, e ridusse le apparizioni pubbliche.
Morì il 31 agosto 1977 all'età di 55 anni, nel Bir Hospital di Katmandu.

## Discendenza
Dalla Principessa Helen ebbe tre figlie:
1. Principessa Jayanti (4 agosto 1946 – 1 giugno 2001; 54 anni), rimase nubile a vita. Uccisa nel Massacro del 1 giugno;
2. Principessa Ketaki (14 gennaio 1948 – vivente; 75 anni), si sposò con Kumar Shamsher Jang Bahadur Rana ed ebbe figli; si risposò con Alan Roy Chester ed ebbe figli;
3. Principessa Jyotshana (20 aprile 1950 – vivente; 73 anni), si sposò con Kumar Singha Bahadur Basnyat ed ebbe figli.

Da Ramola Devi ebbe due figli:
1. Un figlio
2. Jyoti Rajya Lakshmi Devi (25 novembre 1954 – vivente; 67 anni).

## Ascendenza
|                                |   |                                     | Genitori                  |  |  | Nonni |  |  | Bisnonni                                 |  |  | Trisnonni          |  |
|                                |   |                                     |                           |  |  |       |  |  | Trailokya, Principe ereditario del Nepal |  |  | Surendra del Nepal |  |
|                                |   |                                     |                           |  |  |       |  |  | Trailokya, Principe ereditario del Nepal |  |  | Surendra del Nepal |  |
|                                |   | Trailokya Rajya Lakshmi Devi        |                           |  |  |       |  |  | Trailokya, Principe ereditario del Nepal |  |  |                    |  |
| Prithvi del Nepal              |   |                                     |                           |  |  |       |  |  | Trailokya, Principe ereditario del Nepal |  |  |                    |  |
|                                |   | Lalit Rajeshwori Rajya Lakshmi Devi | Jung Bahadur Rana         |  |  |       |  |  |                                          |  |  |                    |  |
|                                |   | Lalit Rajeshwori Rajya Lakshmi Devi | Jung Bahadur Rana         |  |  |       |  |  |                                          |  |  |                    |  |
|                                |   | Lalit Rajeshwori Rajya Lakshmi Devi | Hiranyagarbha Kumari Devi |  |  |       |  |  |                                          |  |  |                    |  |
| Tribhuvan del Nepal            |   | Lalit Rajeshwori Rajya Lakshmi Devi |                           |  |  |       |  |  |                                          |  |  |                    |  |
|                                |   | …                                   | …                         |  |  |       |  |  |                                          |  |  |                    |  |
|                                |   | …                                   | …                         |  |  |       |  |  |                                          |  |  |                    |  |
|                                |   | …                                   | …                         |  |  |       |  |  |                                          |  |  |                    |  |
| Divyeshwari Rajya Lakshmi Devi |   | …                                   |                           |  |  |       |  |  |                                          |  |  |                    |  |
|                                |   | …                                   | …                         |  |  |       |  |  |                                          |  |  |                    |  |
|                                |   | …                                   | …                         |  |  |       |  |  |                                          |  |  |                    |  |
|                                |   | …                                   | …                         |  |  |       |  |  |                                          |  |  |                    |  |
| Basundhara del Nepal           |   | …                                   |                           |  |  |       |  |  |                                          |  |  |                    |  |
|                                | … | …                                   |                           |  |  |       |  |  |                                          |  |  |                    |  |
|                                | … | …                                   |                           |  |  |       |  |  |                                          |  |  |                    |  |
|                                | … | …                                   |                           |  |  |       |  |  |                                          |  |  |                    |  |
| Arjan Singh Sahib              | … |                                     |                           |  |  |       |  |  |                                          |  |  |                    |  |
|                                |   | …                                   | …                         |  |  |       |  |  |                                          |  |  |                    |  |
|                                |   | …                                   | …                         |  |  |       |  |  |                                          |  |  |                    |  |
|                                |   | …                                   | …                         |  |  |       |  |  |                                          |  |  |                    |  |
| Ishwari Rajya Lakshmi Devi     |   | …                                   |                           |  |  |       |  |  |                                          |  |  |                    |  |
|                                |   | …                                   | …                         |  |  |       |  |  |                                          |  |  |                    |  |
|                                |   | …                                   | …                         |  |  |       |  |  |                                          |  |  |                    |  |
|                                |   | …                                   | …                         |  |  |       |  |  |                                          |  |  |                    |  |
| Krishnavati Devi Sahiba        |   | …                                   |                           |  |  |       |  |  |                                          |  |  |                    |  |
|                                |   | …                                   | …                         |  |  |       |  |  |                                          |  |  |                    |  |
|                                |   | …                                   | …                         |  |  |       |  |  |                                          |  |  |                    |  |
|                                |   | …                                   | …                         |  |  |       |  |  |                                          |  |  |                    |  |
|                                |   | …                                   |                           |  |  |       |  |  |                                          |  |  |                    |  |

## Titoli e trattamento[3]
- 25 novembre 1921 – 31 agosto 1977: Sua Altezza Reale il Principe Basundhara Bir Bikram Shah Dev del Nepal[1]